# Pau Miquel
Pau Miquel Delgado (Sant Quirze del Vallès, Barcelona, 20 de agosto de 2000) é um ciclista catalão que compete com a equipa Kern Pharma.

## Biografia
Pau Miquel iniciou-se na bicicleta em 2012 num clube de mountain bike de Sabadell. Compartilhava sua carreira desportiva com seus estudos de psicologia.
Em 2016 finalizou segundo na prova de rota e terceiro na Campeonato da Espanha de Ciclismo Contrarrelógio do campeonato da Espanha de rota, na categoria cadete (15-16 anos). Entre os júnior (17-18 anos), confirmou em sua primeira temporada em 2017 com um terceiro posto no campeonato da Espanha de contrarrelógio. Em 2018 finalizou terceiro na classificação final da Copa da Espanha Júnior, graças sobretudo ao sucesso obtido numa de suas provas, a Corrida Ciclista do Llobregat. No mesmo ano, conhece as suas seleções na seleção nacional, em particular para a Paris-Roubaix juniors ou os campeonatos da Europa.
Em 2019 alinhou pelo Lizarte, um dos melhores clubes espanhóis, por seu passo pelo filial (sub-23). Em agosto de 2020 entrou no Equipo Kern Pharma como stagiaire para confirmar seu posto na equipa a partir de 2021.

## Palmarés
- Ainda não tem conseguido vitórias como profissional.

## Resultados em Grandes Voltas
| Corrida | Corrida         | 2022 |
| ------- | --------------- | ---- |
|         | Giro d'Italia   | —    |
|         | Tour de France  | —    |
|         | Volta a Espanha | Ab.  |

—: não participa

Ab.: abandono

## Equipas
- Kern Pharma (stagiaire) (2021)
- Kern Pharma (2022-)